# Idared

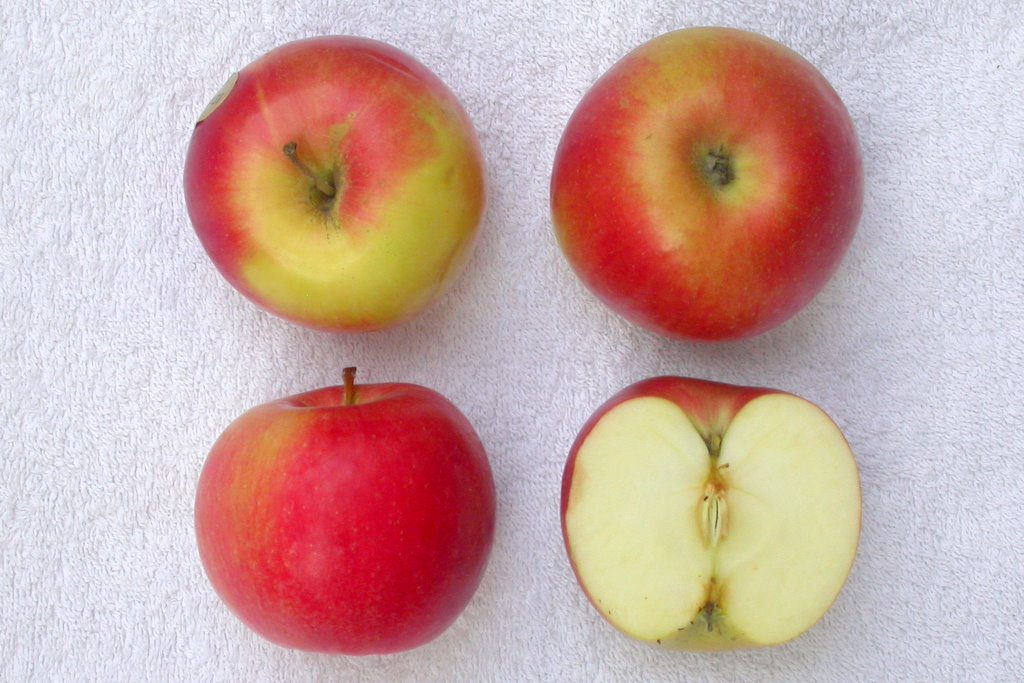
Idared

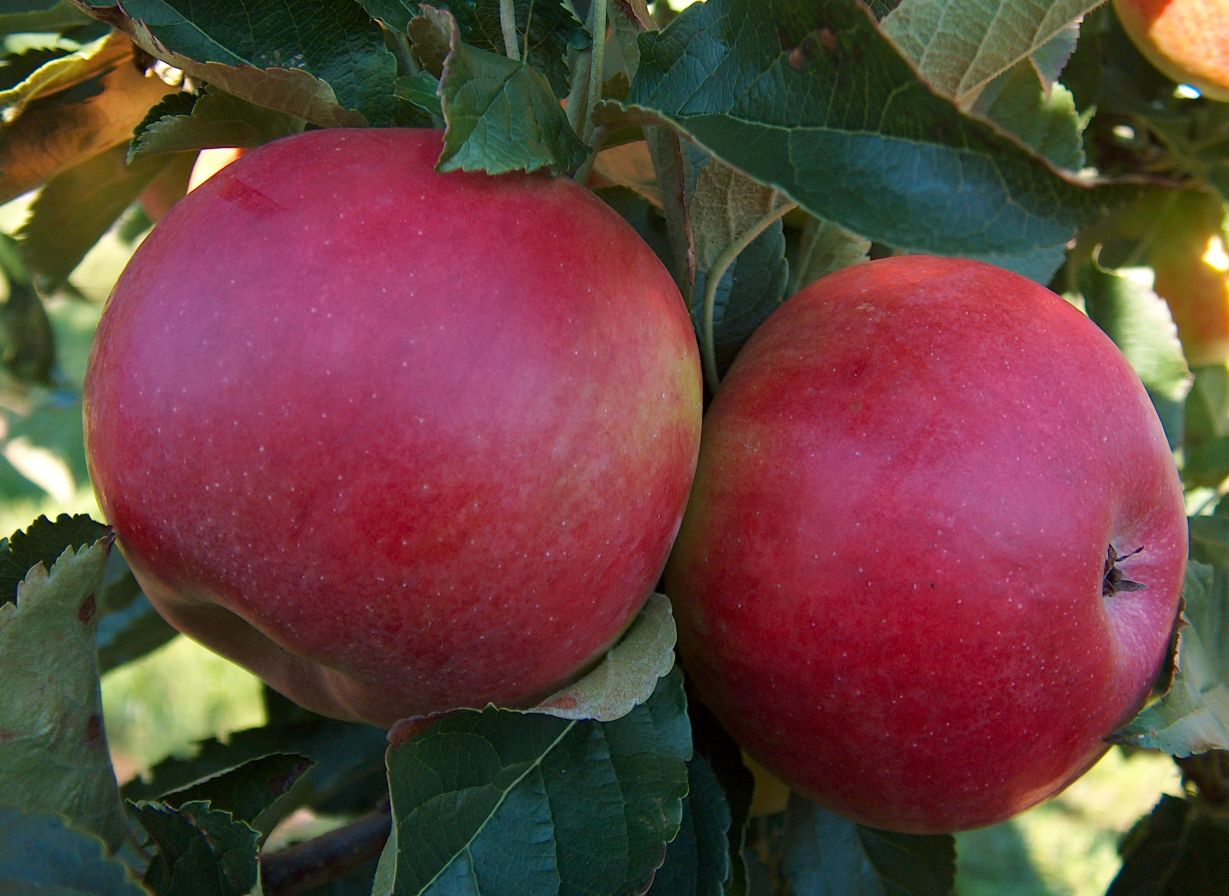
Idared

De Idared is een grootvruchtige, geelgroene appel met een rode blos. De appel is tamelijk zuur en heeft weinig aroma. Het suikergehalte is laag. De appel is vooral geschikt voor appeltaart en appelmoes.
Leif Verner van het Idaho Agricultural Experiment Station te Moscow in de Verenigde Staten heeft het ras gekweekt. Het is in 1935 ontstaan uit een kruising van Jonathan met Wagener en in 1942 in de handel gebracht.
Idared bloeit in april en kan bestoven worden door Akane, Golden Delicious, Red Delicious, Granny Smith, James Grieve, Jonathan, McIntosh, Melrose, Reine des Reinettes, Spartan.
De appel kan geplukt worden in de tweede helft van oktober en is in het koelhuis bij 3 °C tot 5 °C tot januari te bewaren en bij CA-bewaring tot eind juni. In de bewaring is de vrucht vatbaar voor Jonathanspot. Zes weken na de pluk is de appel eetrijp.

## Ziekten
Idared is zeer vatbaar voor meeldauw (Podosphaera leucotricha). Verder is Idared vatbaar voor schurft (Venturia inaequalis) en vruchtboomkanker (Nectria galligena).